# Чжанхуа (уезд)
Уезд Чжанхуа́ (кит. трад. 彰化縣, пиньинь Zhānghuà xiàn) — один из уездов провинции Тайвань Китайской Республики.

## География
Уезд Чжанхуа расположен в западной части острова Тайвань.

## История
В древности эту землю населяли люди из народности бабуза. Когда в 1662 году Чжэн Чэнгун изгнал с острова европейцев и провозгласил на нём власть империи Мин, то эти земли вошли в состав уезда Тяньсин (天兴县). В 1683 году Тайвань был захвачен Цинской империей, и эти земли вошли в состав уезда Чжуло (诸罗县) провинции Фуцзянь. В 1723 году, в связи с тем, что на Тайвань переселилось большое количество людей с материка, цинские власти начали создавать дополнительные единицы административного деления, и местность между реками Чжошуйси на севере и Уси на юге была выделена в отдельный уезд Чжанхуа. В 1731 году в связи с тем, что из-за плохой транспортной связности северными землями уезда управлять было неудобно, северная часть уезда была выделена в состав отдельного Даньшуйского комиссариата (淡水廳).
В 1887 году Тайвань был выделен из провинции Фуцзянь в отдельную провинцию, уезд Чжанхуа рассматривался в качестве потенциального места размещения властей новой провинции, однако в итоге в качестве административного центра новой провинции был выбран Тайбэй; северная часть уезд Чжанхуа была выделена в отдельный уезд Тайвань (臺灣縣).
В 1895 году Тайвань был передан Японии, и японцы установили свою систему административно-территориального деления, которая по мере развития острова несколько раз менялась. Изначально эти земли были включены в состав префектуры Тайтю (臺中縣). В 1901 году префектуры-кэн (縣) были упразднены, и остров был разбит на 20 уездов-тё (廳), одним из которых стал уезд Сёка (彰化廳). В 1920 году на Тайвань была распространена структура административного деления собственно японских островов, и были введены префектуры-сю (州) и уезды-гун (郡); эти места вошли в состав префектуры Тайтю (臺中州) — здесь был город Сёка (彰化市), напрямую подчинённый властям префектуры, и уезды Сёка (彰化郡), Инрин (員林郡) и Хокуто (北斗郡).
После капитуляции Японии в 1945 году Тайвань был возвращён под юрисдикцию Китая; префектура Тайтю стала уездом Тайчжун (臺中縣), а город Сёка — городом Чжанхуа провинциального подчинения. В 1950 году произошла реформа административно-территориального деления, в результате которой из уезда Тайчжун был вновь выделен уезд Чжанхуа, а город Чжанхуа перешёл в подчинение властям нового уезда.

## Административное деление
В состав уезда Таоюань входят 1 город уездного подчинения, 7 городских волостей и 18 сельских волостей.
- Города уездного подчинения
  - Чжанхуа
- Городские волости
  - Бэйдоу (北斗鎮)
  - Эрлинь (二林鎮)
  - Хэмэй (和美鎮)
  - Лукан (鹿港鎮)
  - Тяньчжун (田中鎮)
  - Сиху (溪湖鎮)
  - Юаньлинь (員林鎮)
- Сельские волости
  - Дачэн (大城鄉)
  - Дацунь (大村鄉)
  - Эршуй (二水鄉))
  - Фэньюань (芬園鄉)
  - Фанъюань (芳苑鄉)
  - Фусин (福興鄉)
  - Хуатань (花壇鄉)
  - Питоу (埤頭鄉)
  - Пусинь (埔心鄉)
  - Пуянь (埔鹽鄉)
  - Шэньган (伸港鄉)
  - Шэтоу (社頭鄉)
  - Тяньвэй (田尾鄉)
  - Сяньси (線西鄉)
  - Сюшуй (秀水鄉)
  - Сичжоу (溪州鄉)
  - Юнцзин (永靖鄉))
  - Чжутан (竹塘鄉)